# Bessatsu Friend
Bessatsu Friend (jap. 別冊フレンド Bessatsu Furendo) – japońskie czasopismo z shōjo-mangami, publikowane przez Kōdansha, skierowane przede wszystkim do nastoletnich dziewcząt, wydawane od marca 1965 roku.

## Wydane mangi
- 17 – Jūnana – Machiko Sakurai
- Abenoseimei Love Stories: Banquet of Flowers – Tami Takada
- Abenoseimei Love Stories: The Flower-Blossom Girl – Tami Takada
- Abenoseimei Love Stories: The Flower-Crown Princess – Tami Takada
- Angel Wars – Miwa Ueda
- Boys' n Girl – Kei Yasunaga
- Brzoskwinia – Miwa Ueda
- Brzoskwinia: Sae’s Story – Miwa Ueda
- C-blossom – case729 – Harutoshi Fukui, Kayoko Shimotsuki
- Coelacanth – Kayoko Shimotsuki
- Deep Love: Ayu no Monogatari – Yoshi, Yū Yoshii
- Deep Love: Host – Yoshi, Yū Yoshii
- Deep Love: Reina no Unmei – Yoshi, Yū Yoshii
- Dynamite na Honey – Nachika Ozaki
- Flower of Eden – Yuki Suetsugu
- G-Senjō no Maria – Miwa Ueda
- Gakuen Prince – Jun Yuzuki
- Garasu no Kodō – Miwa Ueda
- Girl Got Game – Shizuru Seino
- Guru Guru Pon-chan – Satomi Ikezawa
- H – Machiko Sakurai
- Hataraku saibō Friend (jap. はたらく細胞フレンド) – Kanna Kurono, Mio Izumi
- Hanagimi to Koisuru Watashi – Fuyu Kumaoka
- Honma ni Kanjani Eight!! – Saya Miyauchi
- Imitation Gold – Miwa Ueda
- Jesus Christ – Miwa Ueda
- Junai Tokkō Taichō! Maji – Shizuru Seino
- Kare wa Diablo! – Kayoko Shimotsuki
- Kimi ga Suki – Ayu Watanabe
- Kimi no Kuroi Hane – Yuki Suetsugu
- Kimi no Shiroi Hane – Yuki Suetsugu
- Kin Kyori Renai – Rin Mikimoto
- Kirara no Hoshi – Ai Morinaga
- L DK – Ayu Watanabe
- Life – Keiko Suenobu
- Limit – Keiko Suenobu
- Love Attack – Shizuru Seino
- Mars – Fuyumi Sōryō
- Mars Gaiden – Fuyumi Sōryō
- Mayonaka no Ariadne – Kayoko Shimotsuki
- Minima! – Machiko Sakurai
- My Heavenly Hockey Club – Ai Morinaga
- Oh! My Darling! – Miwa Ueda
- Othello – Satomi Ikezawa
- Papillon – Hana to Chō – Miwa Ueda
- Pocałuj jego, kolego! – Junko
- A Perfect Day for Love Letters – George Asakura
- Sheryl: Kiss in the Galaxy – Shoji Kawamori, Kariko Koyama
- Shirahata no Shōjo – Tomiko Higa, Saya Miyauchi
- Shiro no Eden – Ririko Yoshioka
- Sprout – Atsuko Nanba
- Sue-chan wa Himitsu – Satomi Ikezawa
- Tonari no Atashi – Atsuko Nanba
- Vitamin – Keiko Suenobu
- Yamato nadeshiko Shichi Henge – Tomoko Hayakawa